# 拉克苏
拉克苏（法語：Laxou，法語發音：[laksu]），法国东北部城市，大东部大区默尔特-摩泽尔省的一个市镇，隶属于南锡区，其市镇面积为15.9平方公里，2022年1月1日时人口数量为15,126人，在法国城市中排名第679位。
拉克苏位于默尔特-摩泽尔省南部，省会南锡西侧，是南锡的一个近郊卫星城，与南锡市区无缝连接。

## 地名来源
“拉克苏”一名最初于公元11世纪时以“Larzuls”的形式被记载，其来源及含义尚有待考证。

## 历史
拉克苏于中世纪中期形成部落，12世纪时，当地曾出现葡萄酒种植园。中世纪末期，拉克苏成为连接巴黎和南锡道路上的一个驿站。法国大革命后，拉克苏成为默尔特省的一个市镇，1871年起改属默尔特-摩泽尔省。工业革命后，随着南锡的城市扩张，拉克苏成为南锡的一个卫星城，当地人口数量逐年增加。

## 地理

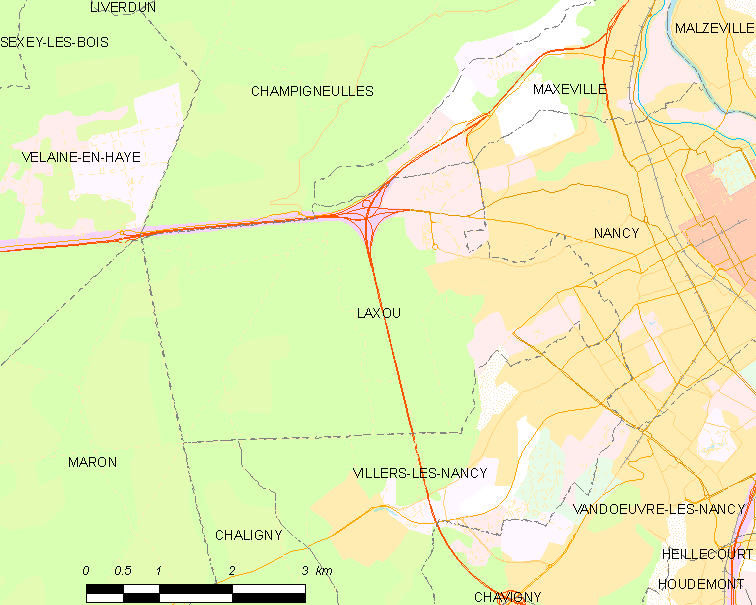
拉克苏市镇范围地图

拉克苏位于法国东北部，大东部大区中东部和默尔特-摩泽尔省南部，距离省会南锡大约3公里。与拉克苏接壤的市镇包括：沙利尼、尚皮尼厄勒、马龙、马克塞维尔、南锡、维莱莱南锡。

### 地形
拉克苏位于洛林高原东南部腹地，境内以浅丘为主，市镇中心地势较为平坦，全境海拔在213到371米之间。

### 水文
拉克苏属于摩泽尔河流域，境内无大型地表径流。

### 植被
拉克苏属于温带阔叶混交林区，莱布斯凯花园（Square Les Bosquets）是当地的一个街头绿地，市区西部为艾森林。
在鲜花城市的评比中，拉克苏被评为3星级鲜花城市。

### 气候
拉克苏在柯本气候分类法中属于带有大陆性特征的温带海洋性气候。

## 行政区划
拉克苏是法国大东部大区默尔特-摩泽尔省的一个市镇，编号为54304。拉克苏隶属于南锡区和默尔特-摩泽尔省第二选区，管理拉克苏县，同时也是大南锡都会区的组成部分。
法国国家统计与经济研究所（简称）在进行数据统计时，将拉克苏及相邻的另外27个市镇设为南锡城市核心区，并将包括核心区在内的周边共225个市镇划为南锡城市区。自2020年起，南锡城市区被包含353个市镇的南锡城市辐射区代替。此外，还将拉克苏市镇分为了9个“块区”（IRIS），以便于统计人口分布情况。

## 交通

### 公路
A31和A33两条高速公路在拉克苏境内交汇。此外默尔特-摩泽尔省省道D39线经过拉克苏境内。
2017年，69.9%的拉克苏家庭拥有至少一辆私人汽车。2019年，拉克苏境内共发生各类交通事故29起，造成1人遇难，36人受伤。

### 铁路
距离拉克苏最近的客运铁路车站为南锡城站。

### 航空
距离拉克苏最近的民用航空站为梅斯-南锡机场，距离拉克苏市中心的公路里程约46公里。

### 城市公共交通
拉克苏是南锡城市公共交通（商业名称为）的服务范围，后者是南锡市区的城市公共交通系统。截至2021年6月，该系统共包括一条有轨电车线路和数十条公交线路，其中公交2路、3路、4路、16路、C1线和C2线经过拉克苏市镇范围内。

## 政治

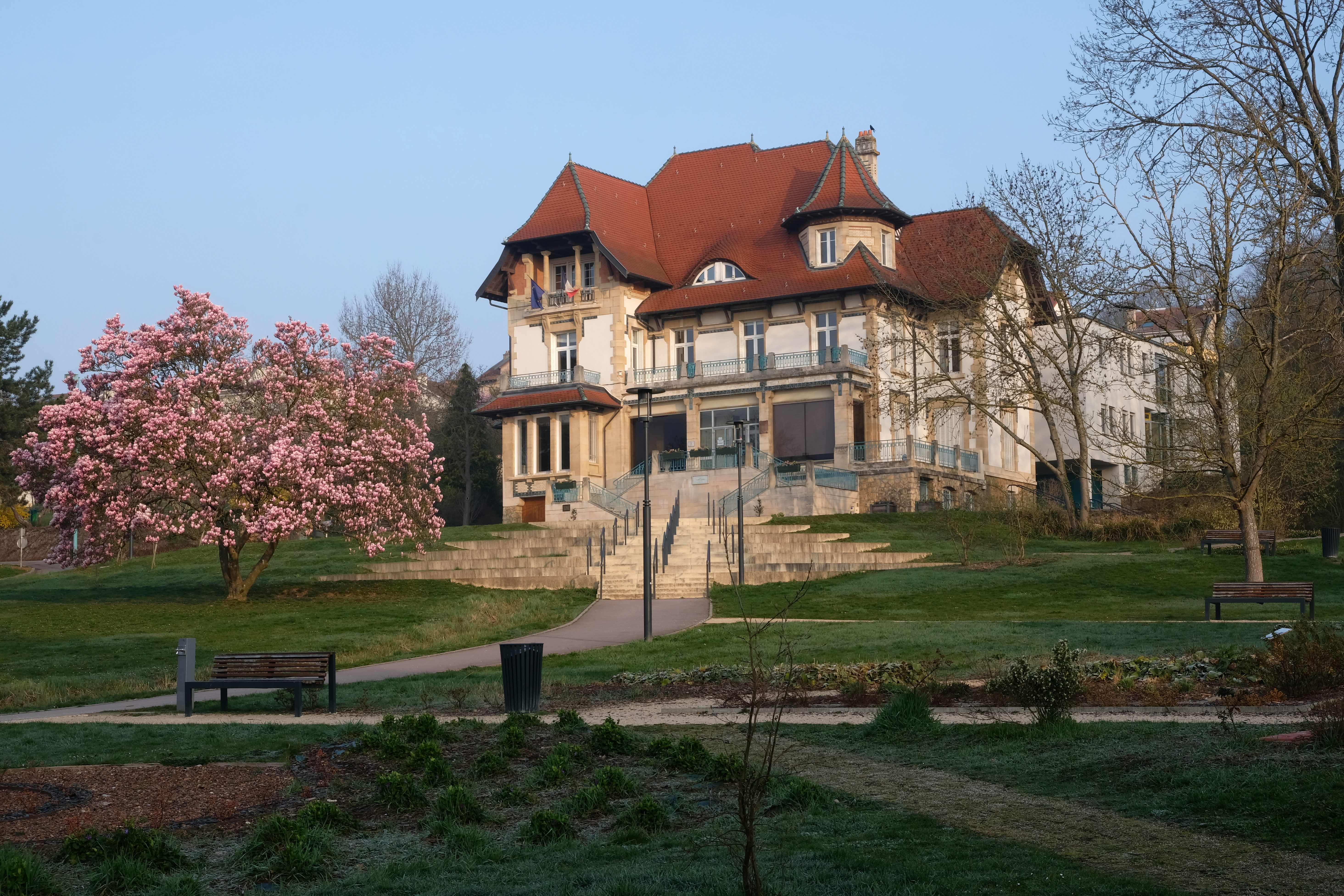
拉克苏市政厅

拉克苏的现任市长为洛朗·加西亚先生，他是民主运动的一名成员，在2020年的市政选举中获得了50.47%的支持率。
在2017年的法国总统大选中，法国第25任总统埃马纽埃尔·马克龙在拉克苏获得了76.68%的支持率。

## 人口
2018年，拉克苏市镇人口数量为14,300，在法国排名第679位。其中男性6,937人，女性7,507人，75岁及以上人口占8.0%，外籍人口数量为4,221人，人口密度为897人/平方公里，当地居民被称为（男性）或（女性）。2019年，拉克苏境内出生156人，死亡人口142人。
| 年份   | 1936  | 1946  | 1954  | 1962   | 1968   | 1975   | 1982   | 1990   | 1999   | 2006   | 2011   | 2016   | 2018   |
| ------ | ----- | ----- | ----- | ------ | ------ | ------ | ------ | ------ | ------ | ------ | ------ | ------ | ------ |
| 人口數 | 8,551 | 8,174 | 8,873 | 14,392 | 15,898 | 16,766 | 17,018 | 15,490 | 15,288 | 15,359 | 14,681 | 14,321 | 14,300 |

## 经济
拉克苏是南锡的一个近郊卫星城，截至2021年6月，当地共有各类用人单位1,820家，平均历史为16年，其中97.36%为中小型企业（PME）。（排水设备制造）、（建筑）及（汽车销售）是当地2019年营业额最高的三个企业，分别为107,542,621欧元、93,995,101欧元和52,332,459欧元。

## 财政收入
2019年，拉克苏的财政收入总额为11,022,400欧元，财政支出总额为9,699,380欧元，当年的债务总额为2,925,280欧元。2020年，拉克苏共获得2,334,336欧元的国家财政补助，与上一年基本持平。
2017年，拉克苏的人均月收入总额为2,349欧元，其中高级职员为3,959欧元，低于法国平均水平（4,214欧元）；中级职员为2,294欧元，低于法国平均水平（2,353欧元）；普通职员为1,627欧元，亦低于法国平均水平（1,690欧元）。
2017年，拉克苏境内的青壮年（15至64岁）失业率为18.2%，当地53%的家庭拥有纳税资格，平均纳税4,788欧元，高于法国平均水平（3,888欧元）。

## 社会事务

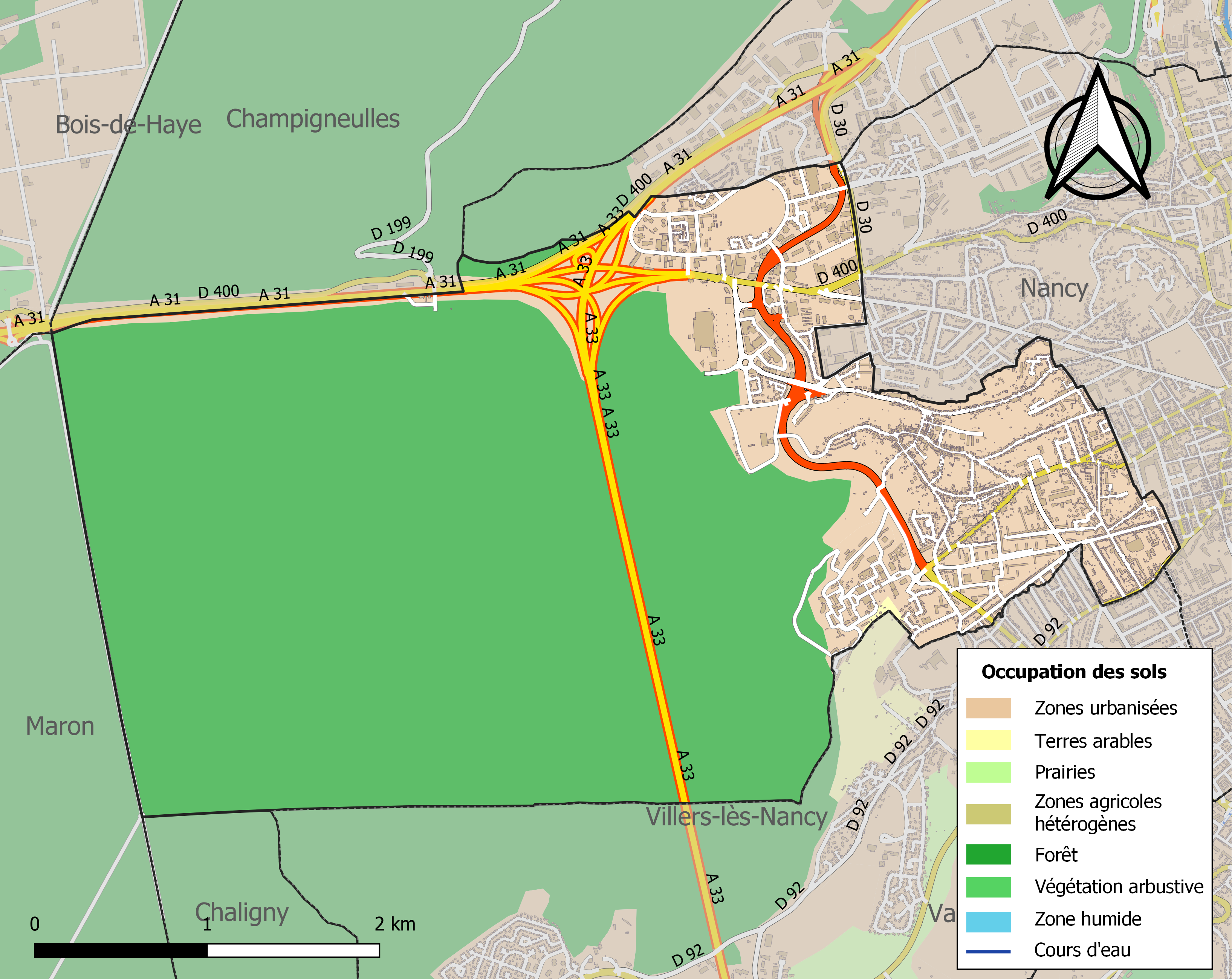
拉克苏土地利用情况地图

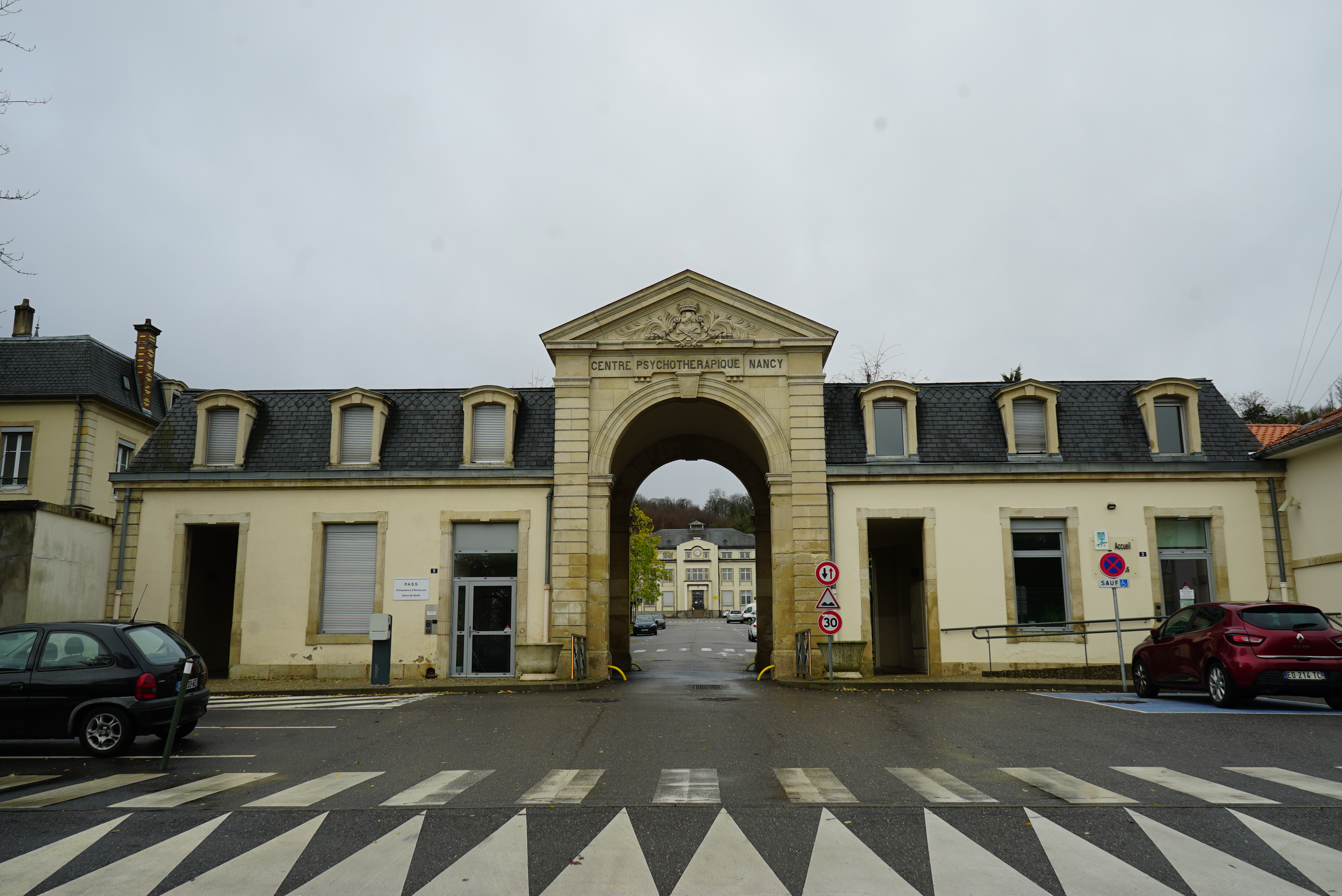
位于拉克苏境内的马雷维尔医院

### 教育
拉克苏属于南锡-梅斯学区。截止2019年1月1日，拉克苏境内共有4所幼儿园、5所小学、2所初级中学、1所普通高中和1所农业高中。2018至2019学年度，拉克苏境内共有在校中等教育阶段学生1,253名。

### 医疗
截止2019年1月1日，拉克苏境内共有全科医生22名、保健师26名、牙医6名、护士14名、耳科医生1名、眼科医生1名、皮肤科医生1名和助产士1名。境内共有药房8家、养老院4家、残疾人帮扶中心1家。
拉克苏是南锡大学和大区中心医院的服务范围，后者是法国的一个区域性医疗机构，其主病区“南锡布拉布瓦医院”（Hôpital de Nancy-Brabois）位于旺德夫尔莱南锡境内，设有床位958个，是这一地区规模最大的公立综合性医院。此外南锡大学和大区中心医院下属的“马雷维尔医院”（Hôpital de Maréville）位于拉克苏境内，后者是一个心理健康中心。

### 住房
2017年，拉克苏境内共有各类住房7,696套，其中25.5%为独立式居民区，73.2%为集中式居民区。常住房屋占拉克苏市镇范围内居民建筑总量的89.9%。
在住房保障政策方面，2017年，拉克苏境内共有2,422户家庭获得了住房经济补助，受益人数占总人口数量的16.8%，其中2,369份为房租补助。

### 商业
2019年，拉克苏境内共有各类实体商铺239家，其中餐厅41家、大型超市5家、杂货店1家、面包房11家、肉铺2家、书店5家、银行门店14家、美容美发店16家、汽车维修店15家。市区西北部建有大型开放式商业街区。

### 体育
2019年，拉克苏境内共有2家游泳池、6间体育馆、1座综合体育场、10处网球场、4处足球或橄榄球场以及2处篮球或排球场。
截至2021年6月，拉克苏境内共有两支注册足球俱乐部。其中拉克苏松林足球联盟（AF Laxou Sapinière）是当地的一支足球队，2021至2022赛季参加大东部大区足球联赛。

### 环境
拉克苏的环境事务由其所属的公共社区负责。2019年，拉克苏境内共有1家污染企业。

### 治安
2019年，拉克苏市镇范围内有1处派出所。
2014年，拉克苏及附近地区共发生各类案件17,044起，其中盗窃类案件10,968起，经济类案件1,721起，毒品交易类案件774起。

## 文化

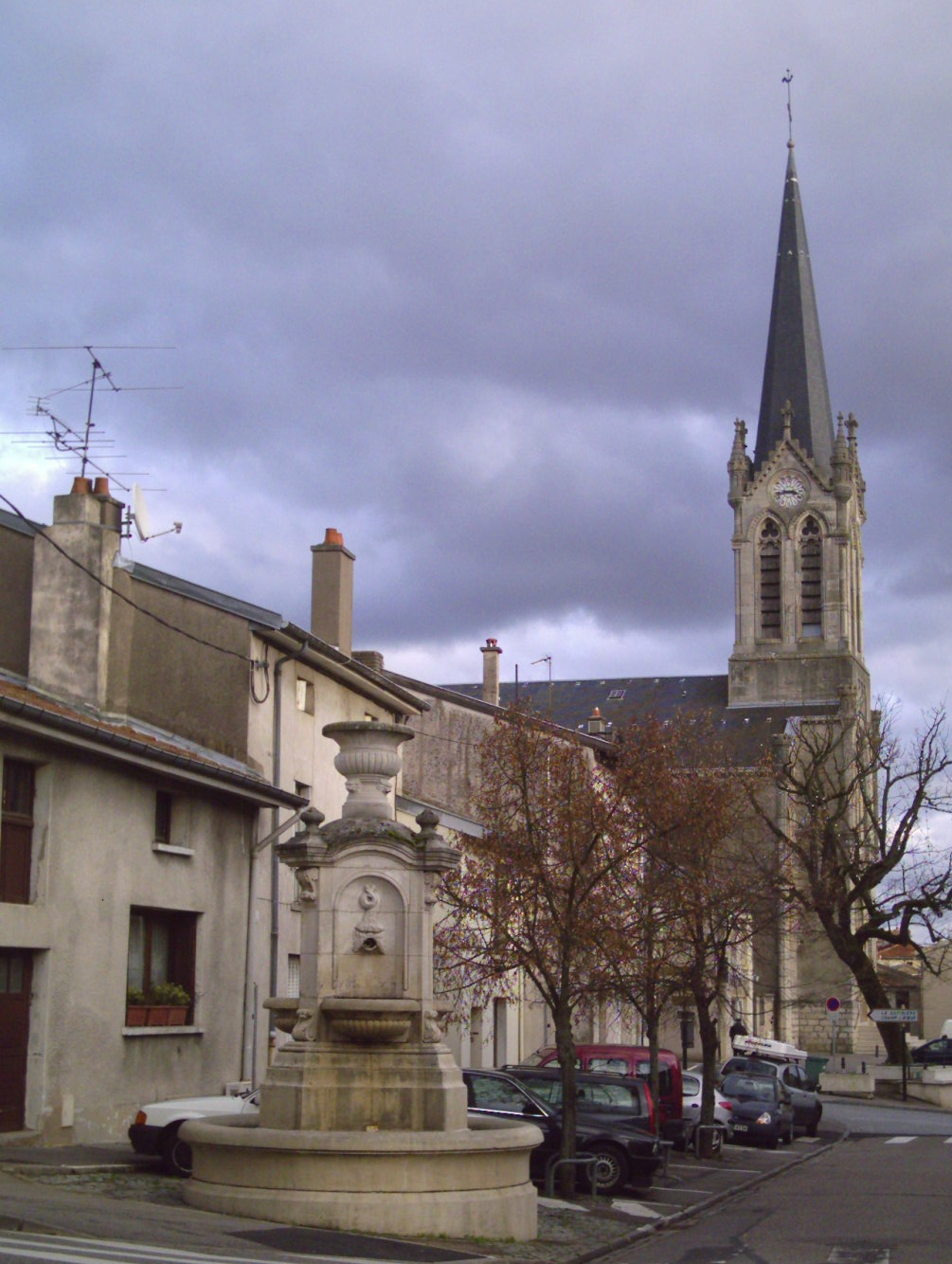
拉克苏圣热内斯教堂

2019年，拉克苏境内有1家剧场。拉克苏市政府提供多媒体中心，向公众全年开放。

### 建筑
拉克苏境内有少量历史建筑，大部分建筑物建于20世纪以后。

### 旅游
拉克苏的旅游事务由其所属的公共社区负责。2020年，拉克苏境内共有4家酒店共计308间房间。

### 媒体
法国主要的媒体均可在拉克苏接收，法国电视三台下属的大东部大区频道在部分时段播出拉克苏所属区域的地方新闻。

## 友好城市
截至2021年6月，拉克苏共与两座城市互为友好城市关系：
- 德国 霍伊巴赫
- 安德蘭布卡內